# Hymettus reticulatus
Hymettus reticulatus är en insektsart som först beskrevs av Walker 1851.  Hymettus reticulatus ingår i släktet Hymettus och familjen spottstritar. Inga underarter finns listade i Catalogue of Life.